# Kuwait
Kuwait, oficialmente Estado do Kuwait (em árabe: دولة الكويت, Dawlat al-Kuwayt), é um emirado árabe soberano situado no nordeste da península Arábica na Ásia Ocidental. Faz fronteira com a Arábia Saudita ao sul e ao norte com o Iraque. Encontra-se na costa noroeste do Golfo Pérsico. O nome Kuwait é derivado do árabe "akwat", o plural de "Kout", que significa "fortaleza construída perto da água". O emirado tem uma área de 17 820 km² e tem uma população de cerca de 2,7 milhões de habitantes.
Historicamente, a região era conhecida como Caracena, um grande porto parta para o comércio entre a Índia e a Mesopotâmia. A tribo Bani Utbah foram os primeiros colonos árabes permanentes na região e estabeleceram as bases modernas do emirado. No século XIX, o Kuwait estava sob a influência do Império Otomano e depois da Primeira Guerra Mundial, ele emergiu como um xecado independente sob a proteção do Império Britânico. Grandes campos de petróleo no Kuwait foram descobertos na década de 1930.
Após Kuwait ter conquistado a independência do Reino Unido em 1961, a indústria de petróleo do país registou um crescimento econômico sem precedentes. Em 1990, o Kuwait foi invadido e anexado pelo vizinho Iraque. Os sete meses de ocupação iraquiana chegaram ao fim depois de uma intervenção militar direta por parte das forças liderada pelos Estados Unidos. Cerca de 773 poços de petróleo do Kuwait foram incendiados por parte do exército iraquiano, resultando em uma grande catástrofe ambiental e econômica para o país. A infraestrutura do Kuwait foi danificada durante a guerra e teve de ser reconstruída.
O Kuwait é uma monarquia constitucional com um sistema parlamentar de governo, com a Cidade do Kuwait servindo como capital política e econômica do país. O país tem a quinta maior reserva de petróleo do mundo e os derivados de petróleo representam agora cerca de 95% das receitas de exportação e 80% da renda do governo do país. Kuwait tem o décimo primeiro maior PIB per capita do planeta e tem o maior índice de desenvolvimento humano (IDH) do mundo árabe. O Kuwait é classificado como uma economia de alta renda pelo Banco Mundial e é designado como um grande aliado não membro da OTAN dos Estados Unidos.

## Etimologia
Kuwait, como topônimo, em árabe al-Kuwayt, alterna com a forma Koweit e com os aportuguesamentos Kuaite e Cuaite.

## História

### Antiguidade
No século IV a.C., os gregos antigos colonizaram uma ilha ao largo da costa do Kuwait, agora conhecida como Failaka e a batizaram de "Ikarus". Em 123 a.C., a região ficou sob a influência do Império Parta e estava intimamente associada com a cidade de Cárax Espasinu, no sul da Mesopotâmia.
Em 224 d.C., a região caiu sob o controle do Império Sassânida e veio a ser conhecida como Hajar. Por volta do século XIV, a área que compreende o moderno Kuwait se tornou parte do califado islâmico.

### Comércio de pérolas e época Otomana
Os primeiros colonos permanentes na região vieram da tribo Bani Khalid de Néjede e estabeleceram o Estado do Kuwait. Em 1756, o povo elegeu Sabah l bin Jaber como o primeiro monarca do Kuwait. A atual família real do Kuwait, al-Sabah, são descendentes de Sabah I. Durante o governo de Al-Sabah, o Kuwait progressivamente se tornou um centro de comércio. Ele já serviu como um centro de comércio entre a Índia, o chifre da África, o Néjede, a Mesopotâmia e o Levante. Até o advento da ostreicultura japonesa de pérolas, o Kuwait tinha uma das frotas de mar na região do Golfo Pérsico e uma indústria florescente de pérolas. O comércio até então consistia principalmente em pérolas, madeira, especiarias, tâmaras e cavalos.
No final do século XIX, a maior parte da Península Arábica ficou sob a influência do Império Otomano. Os otomanos reconheceram a autonomia da dinastia al-Sabah, mas ainda reivindicou a soberania sobre o Kuwait.

### Domínio britânico
Em 1899, o Kuwait entrou em um tratado com o Reino Unido, que deu o controle extensivo britânico sobre a política externa do Kuwait, em troca de proteção e subsídios anuais, formando o Protetorado do Kuwait. Este tratado foi principalmente motivado pelo temor de que a proposta da Ferrovia Berlim-Bagdá levasse a uma expansão da influência alemã no Golfo Pérsico. Após a assinatura da Convenção Anglo-Otomana de 1913, Mubarak Al-Sabah foi reconhecido diplomaticamente por otomanos e britânicos como o dirigente da caza autônoma da cidade do Kuwait e do interior.
No entanto, logo após o início da Primeira Guerra Mundial, os britânicos anularam o tratado e declararam Kuwait um principado independente, ainda sob a proteção do Império Britânico. O Tratado de Uqair de 1922 estabeleceu a fronteira do Kuwait com a Arábia Saudita e também estabeleceu a zona neutra Kuwait-Arábia Saudita, uma área de cerca de 5 180 km² na fronteira sul do Kuwait.[carece de fontes?]

### Independência
Em 19 de junho de 1961, o Kuwait se tornou totalmente independente, na sequência de uma troca de notas entre o Reino Unido. A rupia do Golfo, emitida pelo Banco Central da Índia, passou a ser o dinar kuwaitiano. A descoberta de grandes campos de petróleo, em especial nos campos de Burgan, provocou um grande afluxo de investimentos estrangeiros no Kuwait. O enorme crescimento da indústria do petróleo transformou o Kuwait de uma pobre comunidade produtora de pérolas em um dos países mais ricos da Península Arábica e, em 1952, o país se tornou o maior exportador de petróleo na região do Golfo Pérsico. Este enorme crescimento atraiu muitos trabalhadores estrangeiros, especialmente do Egito e da Índia.[carece de fontes?]
O Kuwait estabeleceu as disputas da sua fronteira com a Arábia Saudita e concordou em compartilhar igualmente as reservas de petróleo, tanto em terra, quanto em água, da zona neutra. Depois de um breve impasse sobre questões de fronteira, o Iraque reconheceu formalmente a independência do Kuwait e as suas fronteiras em outubro de 1963. Durante a década de 1970, o governo nacionalizou a Kuwait Oil Company, terminando sua parceria com a Gulf Oil e a British Petroleum.[carece de fontes?]
Em 1982, o Kuwait sofreu uma grande crise econômica após a quebra da bolsa de valores de Souk Al-Manakh e a redução do preço do petróleo. No entanto, a crise teve curta duração, já que a produção de petróleo do Kuwait aumentou de forma constante para preencher o vazio causado pela diminuição da produção iraquiana e os níveis de produção de petróleo do Irã na sequência dos acontecimentos da Guerra Irã-Iraque. Em 1983, uma série de seis explosões ocorreu em Kuwait matando cinco pessoas. O ataque foi realizado pelo partido xiita Dawa, em parte para retaliar o apoio financeiro do Kuwait ao Iraque durante a guerra com o Irã.
O Kuwait tinha financiado fortemente os oito anos de duração da guerra do Iraque com o Irã. Após o fim da guerra, o Kuwait recusou um pedido iraquiano para perdoar uma dívida de US$ 65 bilhões *. A guerra econômica entre os dois países seguiu após o Kuwait aumentar sua produção de petróleo em 40%. As tensões entre os dois países aumentaram ainda mais após Iraque alegar que o Kuwait abusou de seus direitos de perfuração de petróleo no campo de Rumaila.

#### Guerra do Golfo

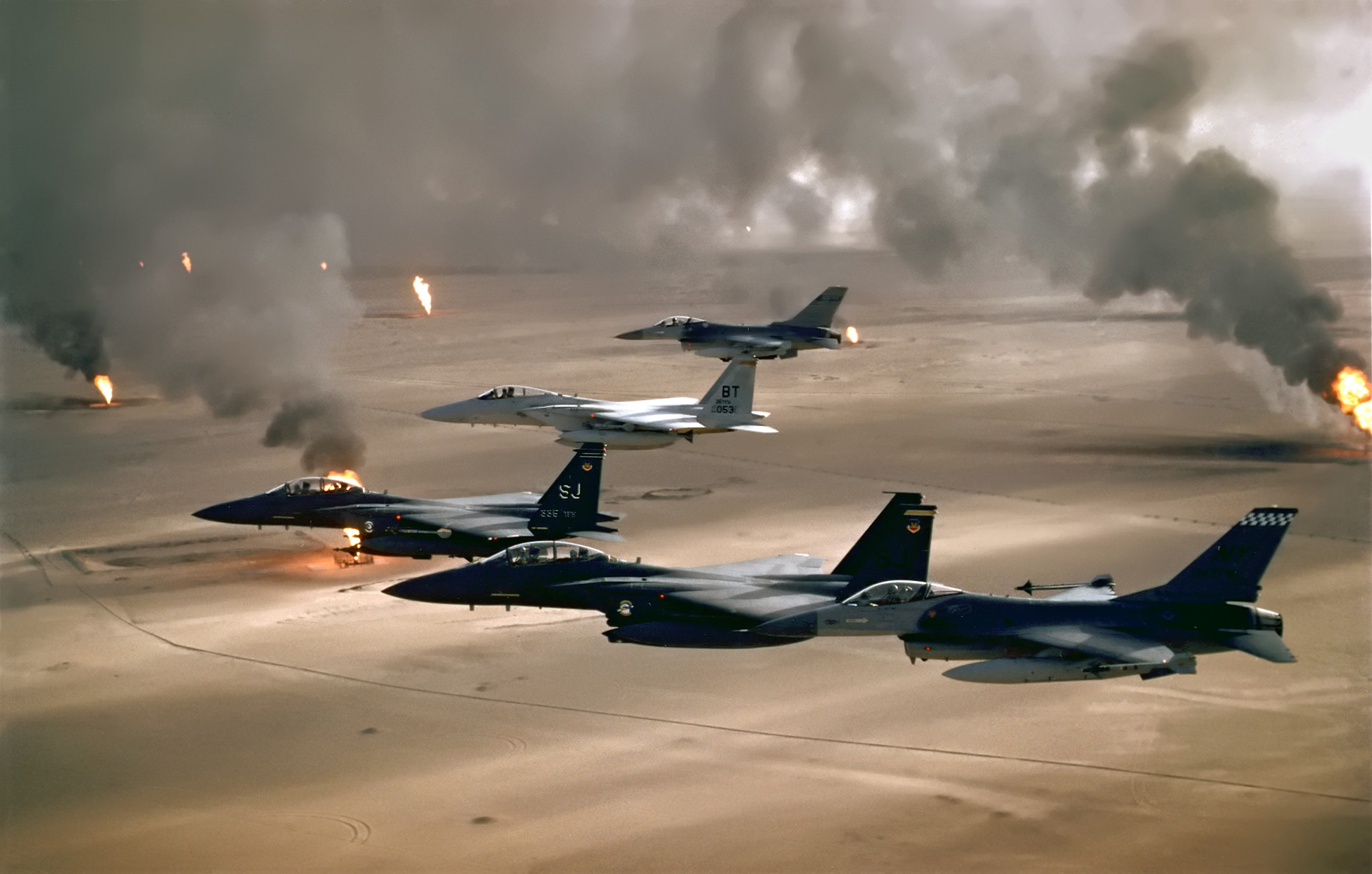
Aeronaves da Força Aérea dos Estados Unidos sobrevoando os campos de petróleo do Kuwait incendiados pelas forças iraquianas durante a Guerra do Golfo em 1991

Em 2 de agosto de 1990, as forças iraquianas invadiram e anexaram o Kuwait. Saddam Hussein, então presidente do Iraque, depôs o então Emir do Kuwait, Jaber Al-Sabah, e instalou Ali Hassan al-Majid como o novo governador do Kuwait. Durante a ocupação do Iraque, cerca de 1 000 civis do Kuwait foram mortos e mais 300 mil moradores fugiram do país. Após uma série de negociações diplomáticas falharem, uma coalizão de trinta e quatro nações, liderada pelos Estados Unidos, combateu na Guerra do Golfo Pérsico para retirar as forças iraquianas do Kuwait. Em 26 de fevereiro de 1991, a coalizão conseguiu expulsar as forças iraquianas, restaurando o Emir do Kuwait ao poder. O Kuwait pagou US$ 17 milhões às forças da coalizão pelos seus esforços de guerra.
Durante a retirada da coalizão, as forças armadas iraquianas realizaram uma política de terra arrasada, prejudicando 737 poços de petróleo no Kuwait, dos quais aproximadamente 600 foram incendiados. Estima-se que até aquele momento cerca de 5 a 6 milhões de barris (950 mil m³) de petróleo foram queimados em um único dia por causa destes incêndios.
A acumulação de petróleo e fuligem afetou toda a região do golfo Pérsico e lagos de petróleo de grande porte foram criados mantendo cerca de 25 a 50 milhões de barris (7,9 milhões m³) de petróleo, cobrindo 5% da área terrestre do Kuwait. No total, cerca de 11 milhões de barris (1,7 milhões m³) de óleo foi lançado no Golfo Pérsico e um adicional de 2% dos 96 000 milhões Kuwait de barris (1,53 × 1 010 m³) das reservas de petróleo foram queimadas até os incêndios serem colocados sob controle. Os incêndios levaram mais de nove meses para se extinguir completamente e levaram o Kuwait a gastar mais de dois anos e US$ 50 bilhões * na reconstrução da infraestrutura para atingir a produção de petróleo pré-invasão. O Kuwait, desde então, recuperou grande parte das consequências socioeconômicas, ambientais e os efeitos sobre a saúde pública decorrentes das Guerra do Golfo Pérsico.[carece de fontes?]

## Geografia

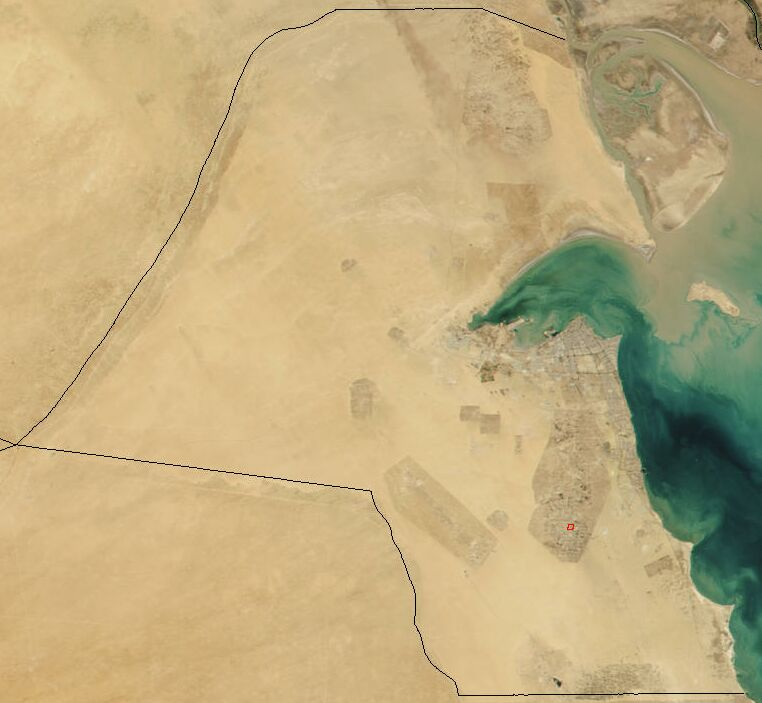
Tempestade de areia sobre o Kuwait em abril de 2003

Situado no nordeste da Península Arábica, o Kuwait é um dos menores países do mundo em termos de área territorial. A planície de areia do Deserto da Arábia abrange a maior parte do Kuwait. Há pouca diferença de altitude no país, sendo de 306 metros acima do nível do mar o ponto mais alto do país. O Kuwait tem nove ilhas, as quais, com exceção da ilha Failaka, são desabitadas. Com uma área de 860 km², a Bubiyan é a maior ilha do Kuwait e é ligada ao resto do país por uma longa ponte de 2 380 m. A área de terra arável é considerável e uma esparsa vegetação é encontrada ao longo de seu litoral de 499 km. A Cidade do Kuwait está localizada na Baía do Kuwait, um porto natural de águas profundas.
O Kuwait tem alguns dos campos de petróleo mais ricos do mundo, com o campo de Burgan, com uma capacidade total de cerca de 70 bilhões de barris (1,1 × 1 010 m³) das reservas de petróleo descobertas. Durante os incêndios dos poços de petróleo de 1991, mais de 500 lagos de petróleo foram criados, abrangendo uma área total de cerca de 35,7 km². O resultado da contaminação do solo devido ao acúmulo de óleo e fuligem tornou as regiões leste e sudeste do Kuwait inabitáveis. A areia e resíduos de óleo tinham reduzido grandes partes do deserto do Kuwait em superfícies de semiasfalto. Os derrames de hidrocarbonetos durante a Guerra do Golfo Pérsico também afetaram drasticamente os recursos marinhos do Kuwait.

### Clima
A temporada da primavera, em março, é quente e agradável, com trovoadas ocasionais. Os ventos frequentes vindos do noroeste são frios no inverno e na primavera e no verão quentes.
Os ventos de sueste, geralmente quentes e úmidos, surgem entre julho e outubro, os ventos quentes e secos do sul prevalecem na primavera e no início do verão. O shamal, um vento noroeste comum nos meses de junho e julho, causa fortes tempestades de areia.

## Demografia

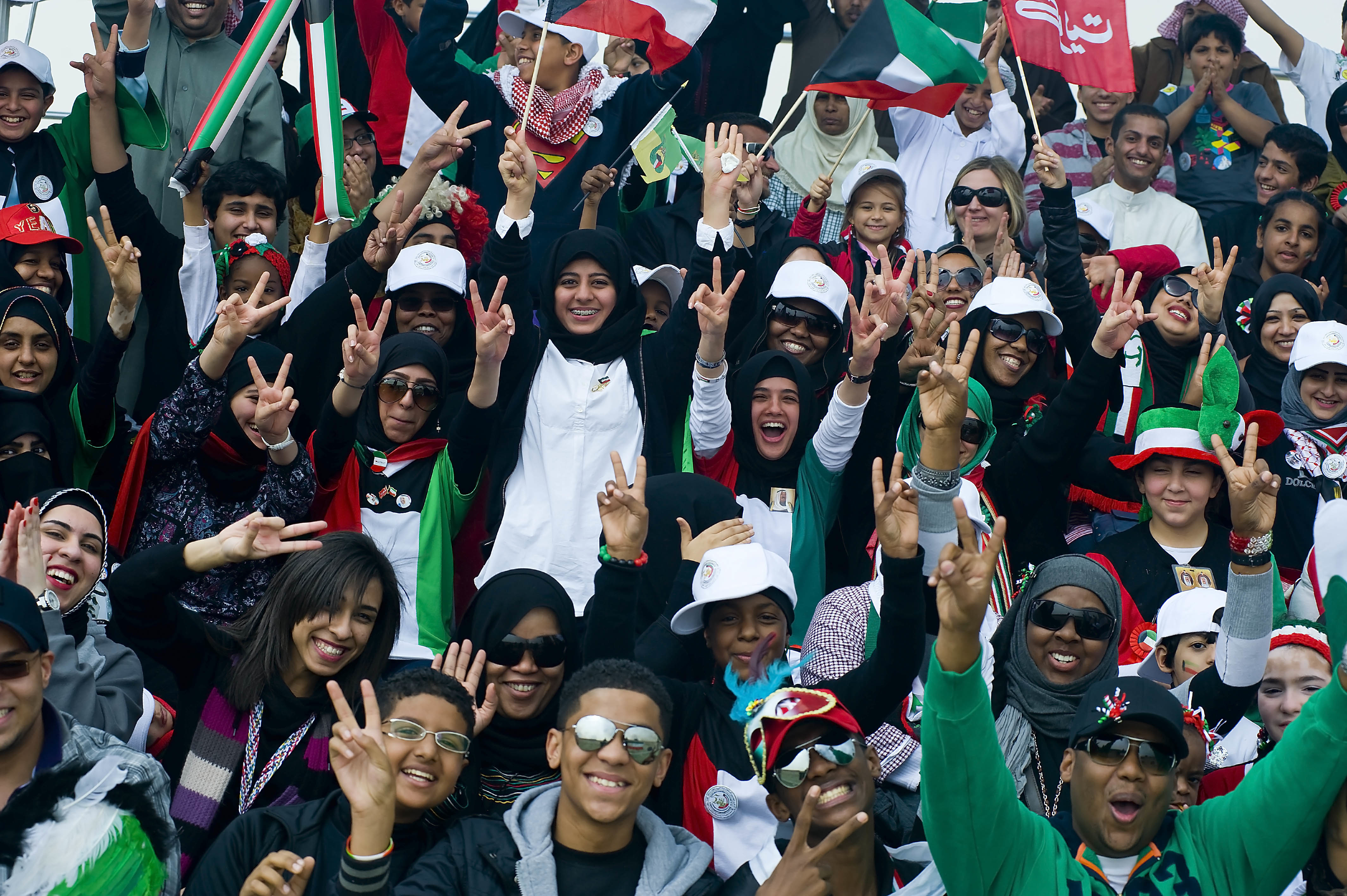
Em 2011 kuwaitianos comemorando os 50 anos da independência do país (1961)

Em 2007, a população do Kuwait foi estimada em cerca de 3 a 3,5 milhões de pessoas, que incluiu cerca de 2 milhões de não cidadãos. Os cidadãos kuwaitianos são, portanto, a minoria de pessoas que residem no Kuwait. O governo raramente concede cidadania a estrangeiros para manter o status quo. Em 2008, 68,4% da população era composta de estrangeiros. A taxa de migração líquida do país foi de 16,01, a terceira maior do mundo.
Entre os não cidadãos inclui-se a população bidune (ou apátrida) de cerca de 100 000 pessoas, com um estatuto diferente do dos kuwaitianos e dos estrangeiros. A maioria dos bidunes ou são residentes de longa data ou nasceram no Kuwait.

### Religião
A maioria da população do Kuwait é muçulmana. Não há dados oficiais, mas estima-se que 60% a 70% são muçulmanos sunitas e entre 30% a 40% são xiitas. Em 2001, havia 525 mil cidadãos do Kuwait sunitas, 300 000 cidadãos kuwaitianos xiitas e 820 mil cidadãos do Kuwait, no total, portanto sunitas formavam 64% e xiitas formavam 36,5% da população cidadão do Kuwait.
Ainda que pouco expressiva, há uma pequena comunidade cristã no país. Em 1999, havia 400 cidadãos do Kuwait cristãos. Há também um pequeno número de cidadãos do Kuwait adeptos da Fé bahá'í.

## Governo e política

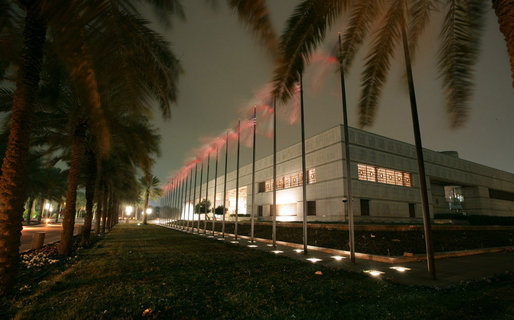
Palácio Bayan, sede do governo do Kuwait

O Kuwait é uma monarquia constitucional e tem o mais antigo parlamento diretamente eleito entre os Estados árabes do Golfo Pérsico. O chefe de Estado é o emir ou xeque, um cargo hereditário. Um conselho de ministros, também conhecido como gabinete de ministros, auxiliares do primeiro-ministro em sua tarefa como líder de Governo do Kuwait, deve conter pelo menos um membro eleito do parlamento do Kuwait, conhecido como Majlis al-Umma (Assembleia Nacional). A Assembleia Nacional tem o poder de demitir o Primeiro-Ministro ou qualquer membro do gabinete através de uma série de procedimentos constitucionais. Todos os ministros são responsáveis perante a Assembleia Nacional.
O chefe de Estado (emir) é o comandante supremo do Estado, controlando o poder executivo, mas não os seus ministros. O Emir nomeia o Primeiro-Ministro, aprova todos os ministros com o primeiro-ministro, e nomeia e demite diplomatas. O poder legislativo é exercido pelo Emir e pela Assembleia Nacional, em conformidade com a Constituição. O emir do Kuwait é imune e inviolável: qualquer crítica contra ele não é tolerada e punível por lei. Ele pode dissolver a Assembleia Nacional e convocar uma eleição nacional, ou em casos de emergência nacional pode dissolver a Assembleia Nacional e assumir a suprema autoridade sobre o país. O Emir é o comandante em chefe das forças armadas do Kuwait. O emir também tem autoridade para conceder o perdão da pena de morte ou prisão.[carece de fontes?]
A Assembleia Nacional é composta por cinquenta membros eleitos, escolhidos em eleições realizadas a cada quatro anos. Aos ministros do governo também são concedidas participação no parlamento e podem ser até dezesseis, excluindo os cinquenta membros eleitos. Segundo a Constituição do Kuwait, a decisão de nomeação de um novo emir ou príncipe herdeiro da família al-Sabah tem de ser aprovada pela Assembleia Nacional. Se o candidato não conseguir os votos da maioria da assembleia, a família real deverá apresentar os nomes de três outros candidatos à Assembleia Nacional, que deve aprovar um deles para manter o posto. Qualquer emenda à Constituição pode ser proposta pelo Emir, mas ela precisa ser aprovada por mais de dois terços dos membros da Assembleia Nacional antes de ser executada.

## Direitos humanos
Os direitos humanos no Kuwait têm sido objeto de críticas significativas, principalmente em relação aos bidunes. A forma como o governo do Kuwait lidou com a crise dos bidunes foi criticada por muitas organizações de direitos humanos e pelas Nações Unidas.  De acordo com a  Human Rights Watch  em 1995, o Kuwait produziu trezentos mil beduínos apátridas. O Kuwait tem o maior número de apátridas em toda a região.

## Subdivisões

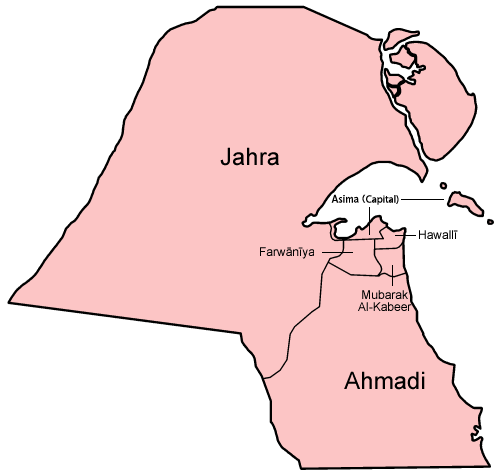
Subdivisões do Kuwait

O Kuwait é dividido em seis governorados (muhafazat, sing. muhafadhah):
- Al Ahmadi
- Al Asimah
- AL Farwaniyah
- Al Jahra
- Hawalli
- Mubarak Al-Kabeer

## Economia

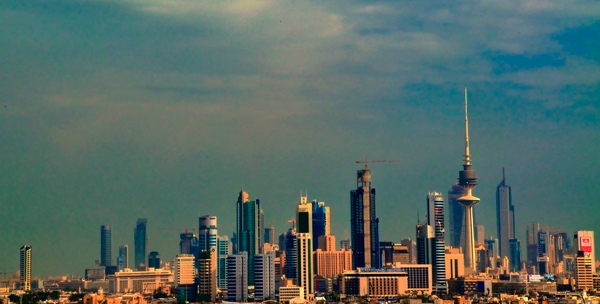
Cidade do Kuwait, o principal centro financeiro do país

Principais produtos de exportação do Kuwait em 2019.

O Kuwait tem um PIB de US$ 167,9 bilhões e uma renda per capita de US$ 81 800, o que o torna o quinto país mais rico do mundo. O índice de desenvolvimento humano (IDH)  do Kuwait é de 0,816, um dos mais elevados do Oriente Médio e do mundo árabe. Com uma taxa de crescimento do PIB de 5,7%, o Kuwait tem uma das economias que mais crescem na região.
De acordo com o Índice de Liberdade Econômica de 2008, o Kuwait tem a segunda economia mais livre do Oriente Médio. Em março de 2007, as reservas estrangeiras do Kuwait estavam em US$ 213 bilhões. A Bolsa de Valores do Kuwait, que tem cerca de 200 empresas listadas, é a segunda maior bolsa de valores do mundo árabe, com uma capitalização de mercado total de US$ 235 bilhões. Em 2007, o governo kuwaitiano apresentou um excedente orçamental de US$ 43 bilhões.
O Kuwait tem reservas comprovadas de petróleo bruto de 104 bilhões barris (15 km³), cerca de 10% das reservas do mundo. Segundo a Constituição do Kuwait, todos os recursos naturais do país e as receitas associadas são de propriedade do governo. Sendo um país livre de impostos, as contas do setor de petróleo do Kuwait respondem por 80% das receitas do governo. As contas de petróleo e produtos petroquímicos respondem por quase metade do PIB e 95% das receitas de exportação. O aumento dos preços do petróleo desde 2003 resultou em um aumento na economia do Kuwait.
A produção atual de petróleo do Kuwait é de 2,8 milhões de barris por dia e está previsto um aumento de 4 milhões de bpd até 2020. Para concretizar esta meta de produção, a Kuwait Petroleum Corporation planejava gastar US$ 51 bilhões entre 2007-2012 para melhorar e expandir as refinarias existentes no país. No entanto, a economia do país foi afetada pela crise econômica de 2008-2009. Em 2009, o Banco Central do Kuwait criou um pacote de estímulo de US$ 5,15 bilhões para ajudar a impulsionar a economia.
Outras indústrias importantes no país são a pesca, construção, cimento, a dessalinização da água, materiais de construção e serviços financeiros. O Kuwait tem um sistema bancário bem desenvolvido e vários bancos no país remontam ao tempo antes do petróleo ter sido descoberto. Fundada em 1952, o Banco Nacional do Kuwait é o maior banco do país e um dos maiores do mundo árabe. Outras grandes instituições financeiras com base no Kuwait incluem o Banco do Golfo do Kuwait e o Banco Burgan, que foi chamado assim após a descoberta do maior campo petrolífero do país.
O clima do Kuwait limita o desenvolvimento da agricultura. Por conseguinte, com exceção da pesca, o país depende quase totalmente da importação de alimentos. Cerca de 75% da água potável tem de ser destilada ou importada. O governo está empenhado em diminuir a dependência do petróleo do Kuwait, para abastecer sua economia transformando-o em um centro de comércio regional e em um polo de turismo. Os US$ 77 bilhões previstos para a City of Silk é o maior projeto de desenvolvimento imobiliário no Oriente Médio. A moeda nacional é o dinar do Kuwait. Em dezembro de 2007, o dinar era a moeda mais valorizada em todo o mundo.
Em 2007, as exportações estimadas situavam-se em US$ 59,97 bilhões e as importações eram de cerca de US$ 17,74 bilhões. O petróleo, produtos petroquímicos, fertilizantes e serviços financeiros são os principais produtos de exportação. O Kuwait importa uma ampla gama de produtos que vão desde produtos alimentares e têxteis até máquinas. Os mais importantes parceiros comerciais do Kuwait são Japão, Estados Unidos, Índia, Coreia do Sul, Singapura, República Popular da China, União Europeia e Arábia Saudita. O Japão é o maior cliente do petróleo do Kuwait, seguido pela Índia, Singapura e Coreia do Sul.

### Cultura
A cultura popular kuwaitiana, na forma de teatro, rádio, música e televisão, está em desenvolvimento. Dentro dos estados árabes do Golfo, a cultura do Kuwait é mais próxima da cultura do Bahrein. Isso fica evidente na estreita associação entre os dois estados em produções teatrais e novelas.